# Desviació (sociologia)
El terme desviació en sociologia s'aplica a tota conducta d'una persona o grup que viola les normes socials d'una comunitat donada, i és de suficient gravetat com per merèixer la desaprovació i condemna de la majoria. La desviació pot ser criminal o no-criminal, i inclou per tant la contracultura, la protesta social o qualsevol acte que sigui desaprovat per part d'un grup determinat. Cal notar, en tot cas, que la relativitat del terme, ja que allò que en una societat és considerat transgressor en una altra pot ser considerat normal, i viceversa: tal consideració depèn del moment històric, del corpus de normes acceptades en un context particular, i del grup que emèt el judici. És més, tot i que la paraula té generalment connotacions negatives, és un simple descriptor quantitatiu -és possible, per exemple, una desviació originada pel compliment en excés d'una determinada norma.
D'acord amb les teories actuals, el comportament desviat és més comú en circumstàncies marcades per l'ambigüitat normativa, en les que les sancions que governen la conducta semblen contradictòries. Escenaris similars són estudiats per la teoria de la tensió (anomie) de Robert King Merton, Albert K. Cohen i altres, a l'analitzar la confusió generada quan les normes socials entren en conflicte (o ni tan sols existeixen), i la desviació resultant. La teoria de l'associació diferenciada d'Edwin Sutherland, per altra banda, estudià el rol de l'entorn immediat de les persones en l'aprenentatge i execució de comportaments desviats. Són els grups de referència més pròxims als individus -familia, amics, escola, treball, mitjans de comunicació,...- els que determinen les normes de conformitat i desviació acceptades per aquests. Les bandes, per exemple, solen ensenyar i/o imposar als seus membres normes diferents a les acceptades per la societat a la que pertànyen, generant per tant comportament desviat, sovint criminal. Tals grups solen ser considerar les normes i comportaments desviats com a part integral de la seva identitat, usant-los per a diferenciar-se i com a mitjà per aconseguir cert status social.
En aquest sentit la teoria de l'etiquetatge, de Howard Saul Becker, Émile Durkheim i altres, estudia com i perquè els individus i els grups són identificats com a desviats, i les conseqüències d'aquesta identificació com a tals. Un resultat habitual de l'etiquetatge és l'estigma social, amb connotacions negatives i un efecte profund en la identitat social i el concepte de jo de la persona etiquetada. La societat utilitza els rols estigmatitzats per a controlar i limitar el comportament desviat: "...els grups socials creen la desviació al crear normes la infracció de les quals crea desviació, i a l'aplicar aquestes normes a determinada gent, i etiquetar-los com 'outsiders'. Des d'aquest punt de vista, la desviació no és una qualitat de l'acte que la persona comet, sino una conseqüència de l'aplicació per part d'altra gent de normes i sancions al que comet l''ofensa'. El desviat és aquell a qui l'etiqueta ha estat aplicada amb èxit; el comportament desviat és aquell que la gent etiqueta com a tal". Un altre sociòleg partidari de la teoria de l'etiquetatge, Edwin Lemert, introduï els conceptes de desviació primària i secundària, la primera essent aquella connectada directament amb el comportament condemnat, i la segona amb el rol adoptat per adaptar-se a la condemna de tal comportament. L'individu passa a actuar de determinada manera perquè s'identifica amb l'etiqueta rebuda: "quan una persona comença a usar el comportament desviat o un rol basat en aquest com un mitjà de defensa, d'atac, o d'ajustament als problemes creats per la reacció social contra ell, la seva desviació és secundària".
En paraules de David Matza: "esser identificat com un lladre, una prostituta, o més genèricament, un desviat, és agreujar encara més i accelerar el procés d'esdevenir això mateix". Tal procés posa en marxa la creació d'una nova identitat per l'individu etiquetat, reforçant el sentiment de pertinença a bandes criminals i/o grups marginals de la societat, eliminant en bona part les barreres internes al control desviat, tal com assenyala la teoria del control, de Walter Reckless. Per a Émile Durkheim, tal acte de creació d'individus desviats és vital per tota societat com a camp d'experimentació d'estils de vida, pensament i actuació diferents, i en última instància com a motor del canvi social: "l'autoritat de la consciència moral no ha de ser excessiva, en tal cas ningú s'atreviria a criticar-la, i es tornaria massa fàcilment en una forma immutable". Quan la desviació assoleix l'acceptació de gran part de la població, l'antiga norma queda substituïda per aquesta.